# Китинг, Генри
Генри Реймонд Фитцвальтер «Гарри» Китинг (Henry Reymond Fitzwalter «Harry» Keating; 29 октября 1926 — 27 марта 2011) — популярный английский писатель и известный критик, обладатель двух Золотых кинжалов, престижной литературной награды, за произведения в области детективного жанра.

## Биография
Генри Китинг получил хорошее образование, после чего устроился журналистом в Таймс, где проработал 15 лет рецензентом детективной и криминальной литературы.
К детективному жанру обратился в результате настойчивых уговоров жены. Наибольшей популярностью пользовались романы из объемной серии об инспекторе бомбейской полиции Генеше Готе.
Он автор интересных исследований и биографий: «Агата Кристи: Первая леди детективного жанра», «Шерлок Холмс: человек и его мир» (1979), «Великие преступления» (1982), «Создание детективных произведений» (1986) и наиболее известного «100 лучших детективов» (1987). Генри Китинг был избран председателем Ассоциации детективных писателей Великобритании, председателем Британского общества писателей, президентом Детективного клуба. Входит в совет Королевского литературного общества. Был награждён премией Джорджа Дава (США), двух Золотых кинжалов и Алмазного кинжала Картье.
Умер 27 марта 2011 года.